# Newnan
Newnan è una città dello Stato della Georgia, negli Stati Uniti d'America. Nel 2010, contava 33 039 abitanti.
È capoluogo di contea della contea di Coweta. 
Nelle prime ore della mattinata del 26 marzo 2021 la città è stata colpita da un tornado classificato EF4 che ha causato una vittima e gravi danni con diverse abitazioni distrutte.

## Società

### Evoluzione demografica
| Città di Newnan Andamento della popolazione U.S. Decennial Census | Città di Newnan Andamento della popolazione U.S. Decennial Census |
| ----------------------------------------------------------------- | ----------------------------------------------------------------- |
| 1860                                                              | 2 546                                                             |
| 1870                                                              | 1 917                                                             |
| 1880                                                              | 2 006                                                             |
| 1890                                                              | 2 859                                                             |
| 1900                                                              | 3 654                                                             |
| 1910                                                              | 5 548                                                             |
| 1920                                                              | 7 037                                                             |
| 1930                                                              | 6 386                                                             |
| 1940                                                              | 7 182                                                             |
| 1950                                                              | 8 218                                                             |
| 1960                                                              | 12 169                                                            |
| 1970                                                              | 11 205                                                            |
| 1980                                                              | 11 449                                                            |
| 1990                                                              | 12 497                                                            |
| 2000                                                              | 16 234                                                            |
| 2010                                                              | 33 039                                                            |
| 2015                                                              | 37 291                                                            |
| 2020                                                              | 42 549                                                            |

| Gruppo etnico        | Censimento 2010 | Censimento 2010 | Censimento 2020 | Censimento 2020 |
| Gruppo etnico        | Numero          | %               | Numero          | %               |
| -------------------- | --------------- | --------------- | --------------- | --------------- |
| Bianchi              |                 | 50,8%           | 21 206          | 49,84%          |
| Neri                 |                 | 37,6%           | 13 033          | 30,63%          |
| Nativi americani     |                 | 0.3%            | 69              | 0,16%           |
| Isolani del Pacifico |                 | 0,1%            | 22              | 0,05%           |
| Ispanici             |                 | 11,4%           | 4 521           | 10,63%          |
| Asiatici             |                 | 2,8%            | 1 879           | 4,42%           |
| Altri o razza mista  |                 | 8,4%            | 1 819           | 4,28%           |
| Popolazione totale   | 16 234          | 100%            | 33 039          | 100%            |

## Nella cultura popolare
- Scena della commedia avventurosa Uno sceriffo extraterrestre (1979) con Bud Spencer.
- È la città natale di Alan Jackson
- La serie televisiva della ABC October Road è stata girata a Newnan,[5] ma ambientata nella cittadina fittizia di Knights Ridge, Massachusetts.
- Il film per la TV Murder in Coweta County (1983), basato sull'omonimo libro[6] di Margaret Anne Barnes, è qui ambientato e tratta di eventi ivi realmente accaduti nel 1948.[7]
- La serie della NBC Io volerò via venne girata a Newnan dal 1991 al 1993.[5]
- Il film Fluke (1995), diretto da Carlo Carlei, fu girato a Newnan.[5]
- Nella contea di Coweta venne girato il film Cimitero vivente 2 (Pet Sematary Two, 1992).[8][9]
- Nella serie televisiva The Walking Dead diverse scene sono state girate a Newnan, inclusa la Newnan High School e la Sonrise Baptist Church.[10]
- La serie televisiva Netflix TV series Insatiable è stata girata a Newnan.[11]